# Edincik, Bandırma
Edincik là một thị trấn thuộc huyện Bandırma, tỉnh Balıkesir, Thổ Nhĩ Kỳ. Dân số thời điểm năm 2010 là 4.851 người.